# Budančevica
Budančevica – wieś w Chorwacji, w żupanii kopriwnicko-kriżewczyńskiej, w gminie Kloštar Podravski. W 2011 roku liczyła 527 mieszkańców.